# Subdivisões da Síria
A Síria está dividida em quatorze províncias (muhafazat), cujos governadores são nomeados por decreto, mas trabalham com um conselho eleito.

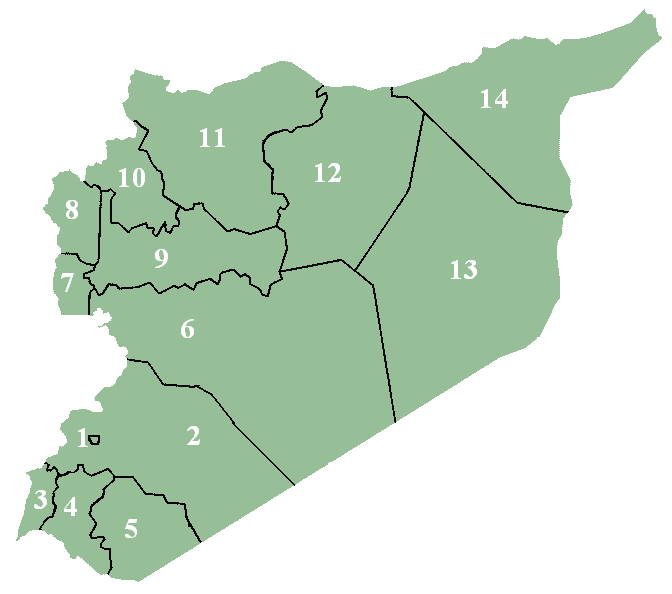
Províncias da Síria.

As províncias da Síria são:
1. Damasco
2. Zona Rural de Damasco
3. Quneitra
4. Dara
5. Sueida
6. Homs
7. Tartus
8. Lataquia
9. Hama
10. Idlb
11. Alepo
12. Raca
13. Deir Zor
14. Al Hasakah